# May Irwin
Georgina May Campbell dite May Irwin, née à Whitby (Ontario, Canada) le 27 juin 1862 et morte à New York le 22 octobre 1938  est une actrice et chanteuse canadienne.

## Biographie
May Irwin demeure dans les mémoires pour avoir donné le premier baiser de l'histoire du cinéma à John C. Rice dans The Kiss.

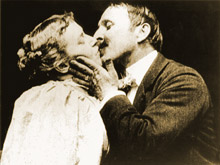
May Irwin et John C. Rice: Le premier baiser de l'histoire du cinéma

## Filmographie
- 1896 : The Kiss de William Heise : la veuve Jones
- 1914 : Mrs. Black Is Back de Thomas N. Heffron : Mrs. Black